# 2000年夏季残疾人奥林匹克运动会利比亚代表团
2000年夏季残疾人奥林匹克运动会利比亚代表团是利比亚派出的2000年夏季残疾人奥林匹克运动会代表团。获得1枚铜牌。